# 縱火狂
縱火狂是一種有關控制衝動的障礙，其中患者反覆無法抵抗故意縱火，以緩解緊張或獲得滿足。縱火狂不等同於縱火行為，縱火狂並不是為了經濟或政治利益，而且對與火有相聯的物件，例如消防局和消防員，表現出極端的行為。縱使精神病學上有所謂縱火狂的病，但實際臨床上純粹的縱火狂並不常見，反而相對縱火狂而言，因反社會人格作出縱火行為更有可能。